# Moel Hebog
Moel Hebog är ett berg i Storbritannien.   Det ligger i kommunen Gwynedd och riksdelen Wales, i den södra delen av landet, 300 km nordväst om huvudstaden London. Toppen på Moel Hebog är 782 meter över havet, eller 594 meter över den omgivande terrängen. Bredden vid basen är 13,4 km.
Terrängen runt Moel Hebog är huvudsakligen kuperad.Runt Moel Hebog är det ganska glesbefolkat, med 45 invånare per kvadratkilometer. Närmaste större samhälle är Caernarfon, 18,1 km nordväst om Moel Hebog. Trakten runt Moel Hebog består i huvudsak av gräsmarker.